# 그래서 난 도끼 부인과 결혼했다
그래서 난 도끼 부인과 결혼했다(So I Married An Axe Murderer)는 미국에서 제작된 토머스 쉬라미 감독의 1993년 코미디, 멜로/로맨스, 스릴러 영화이다. 마이크 마이어스 등이 주연으로 출연하였고 로버트 N. 프리드 등이 제작에 참여하였다.

## 출연

### 주연
- 마이크 마이어스
- 낸시 트래비스
- 안소니 라파글리아

### 조연
- 아만다 플러머
- 브렌다 프리커

## 제작진
- 공동제작: 제나 수 메멜
- 협력프로듀서: 미셀 라이트
- 미술: 존 그레이스마크
- 의상: 킴벌리 A. 틸먼